# Gahnia grandis
Gahnia grandis là loài thực vật có hoa trong họ Cói. Loài này được (Labill.) S.T.Blake mô tả khoa học đầu tiên năm 1969.

## Hình ảnh

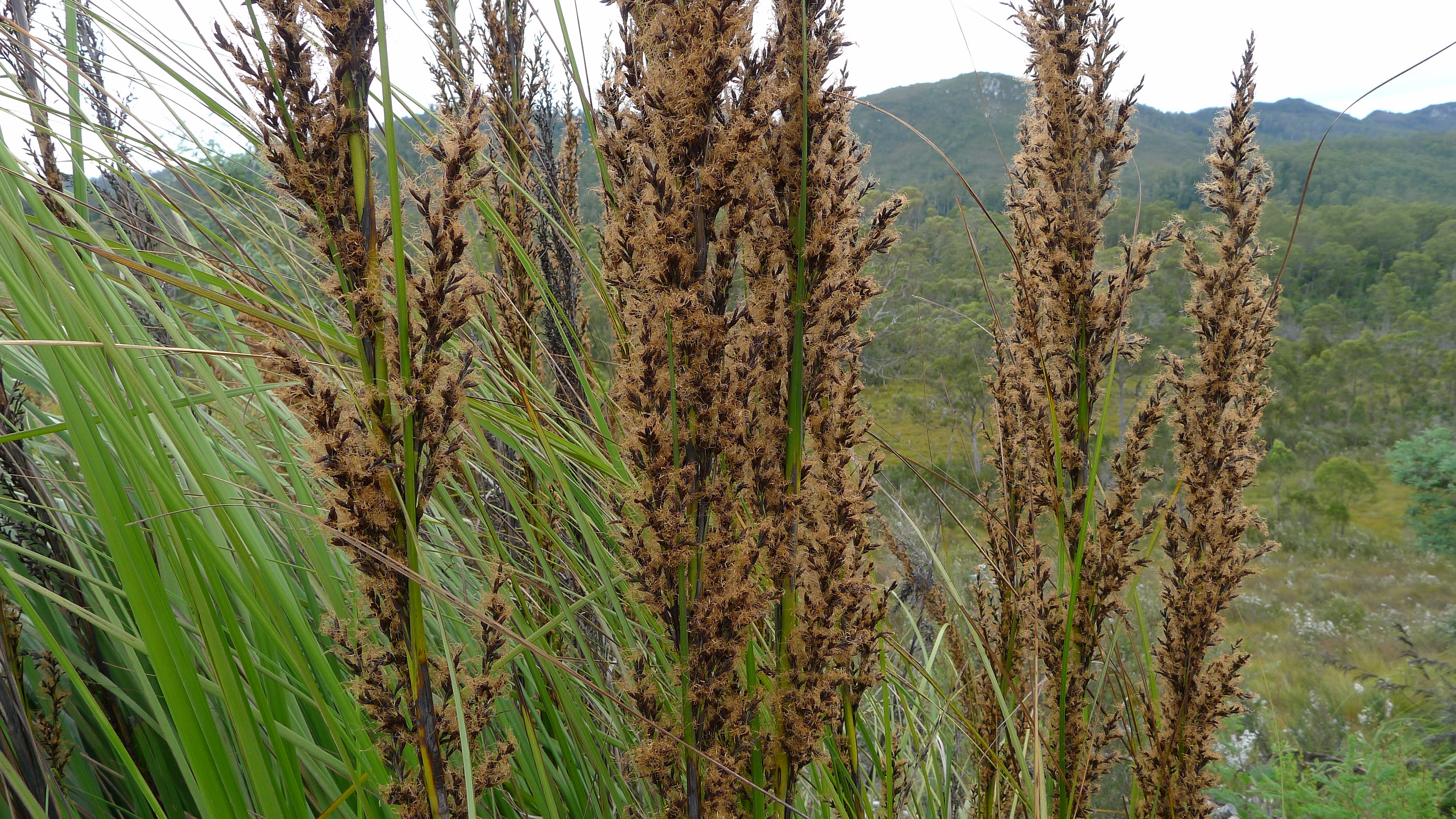
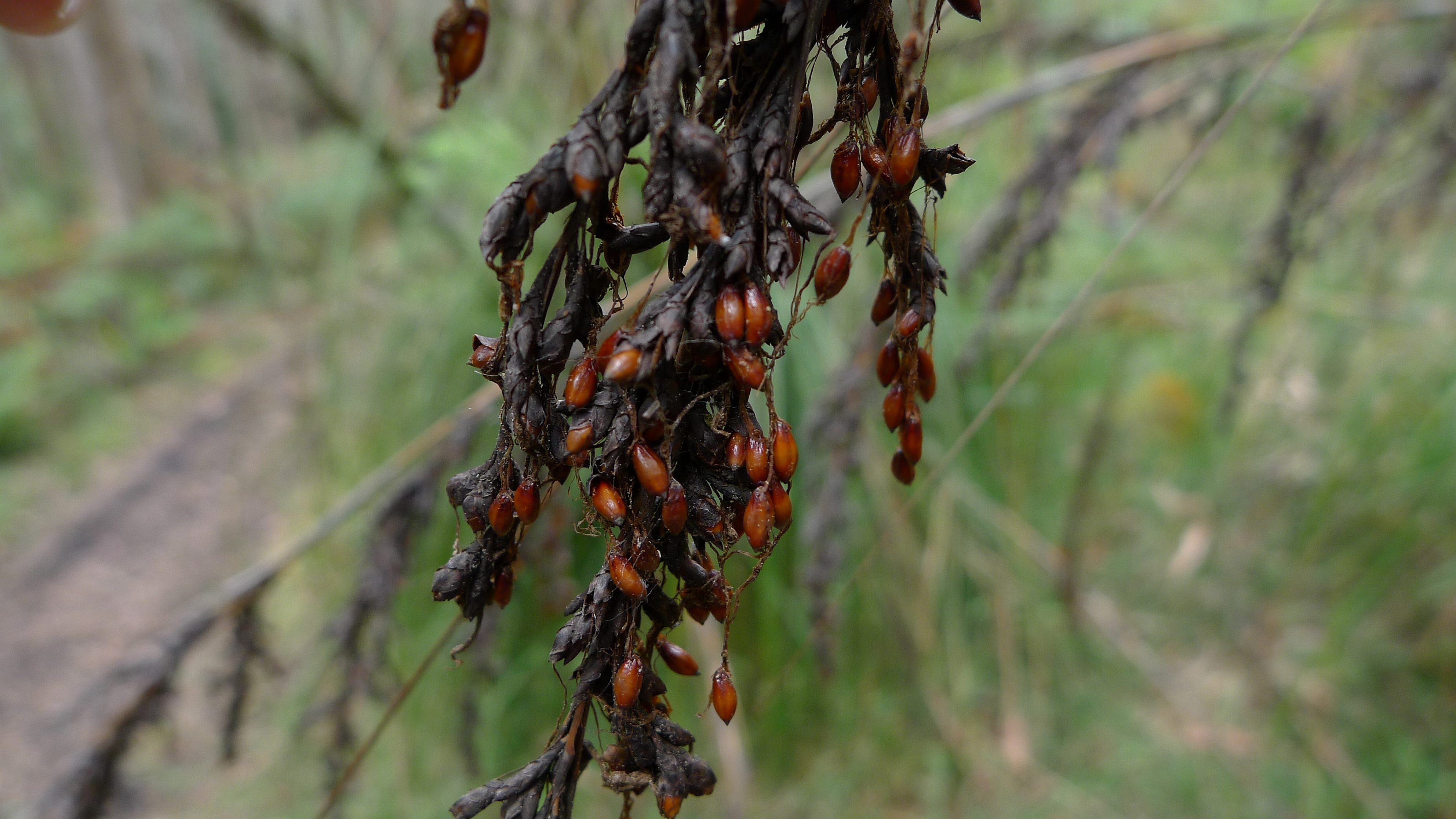